# Élection présidentielle américaine de 1976 en Caroline du Sud
L'élection présidentielle américaine de 1976 en Caroline du Sud a lieu le 2 novembre 1976 comme dans les 49 autres États ainsi que le district de Columbia. Les électeurs  choisissent des grands électeurs pour les représenter dans le collège électoral à travers un vote populaire. La Caroline du Sud possède  en 1976 8 grands électeurs. L'État donne tous ses grands électeurs en faveur du candidat du Parti démocrate, Jimmy Carter. Le candidat vainqueur de ce scrutin dans tout le pays sera également Jimmy Carter, qui occupera donc la présidence des États-Unis du 20 janvier 1977 au 20 janvier 1980, date à laquelle Ronald Reagan lui succédera. 